# Mauseengel
Mauseengel (Originaltitel: Angelmouse) ist eine britische Zeichentrickserie aus dem Jahr 1999.

## Handlung
Mauseengel hat ihren letzten Schultag. So hat sie zwar schon ausgebildete Flügel, aber noch keinen Heiligenschein. Diesen muss sie sich erst verdienen und erhält dafür ihren ersten Auftrag. Allerdings weiß sie dabei nicht mehr, wem sie helfen sollte und hat große Angst, bereits bei der ersten Prüfung durchzufallen. Jedoch findet sie auf ihrem Weg eine Freundin, die sich als sehr hilfsbereit erweist.

## Produktion und Veröffentlichung
Die Serie wurde 1999 von Silver Fox Films produziert und durch den BBC vertrieben. Dabei sind 26 Folgen entstanden.
Erstmals wurde die Serie am 27. September 1999 auf BBC One ausgestrahlt. Die deutsche Erstausstrahlung fand am 27. Februar 2001 auf KI.KA statt. Weitere Wiederholungen erfolgten ebenfalls auf ZDF und BBC Prime.

## Episodenliste
| Folge | deutscher Titel            | deutsche Erstausstrahlung | Originaltitel            | Originalausstrahlung |
| 1     | Meine Freundin             | 27.02.2001                | My Friend Anglemouse     | 27.09.1999           |
| 2     | Der Heiligenschein ist weg | 28.02.2001                | Lost Thingimajig         | 04.10.1999           |
| 3     | Das kostbare Tuch          | 01.03.2001                | Important Message        | 11.10.1999           |
| 4     | Vom Winde verweht          | 02.03.2001                | Windy Weather Day        | 18.10.1999           |
| 5     | Trompeten                  | 05.03.2001                | Trumpet                  | 25.10.1999           |
| 6     | Geburtstagsgeschenk        | 06.03.2001                | Baby Ellie’s Presents    | 01.11.1999           |
| 7     | Engeltorte                 | 07.03.2001                | Angel Cake               | 08.11.1999           |
| 8     | Das Küken                  | 08.03.2001                | Copycat Chick            | 15.11.1999           |
| 9     | Nachtflug                  | 09.03.2001                | Night Flight             | 22.11.1999           |
| 10    | Wolke neun                 | 12.03.2001                | Cloud Nine               | 29.11.1999           |
| 11    | Ruhetag                    | 13.03.2001                | Angelmouse’s Day Off     | 06.12.1999           |
| 12    | Zur Belohnung              | 15.03.2001                | Angelmouse’s Reward      | 05.01.2000           |
| 13    | Schutzengel                | 14.03.2001                | Guardian Angelmouse      | 12.01.2000           |
| 14    | Fremder Besuch             | 16.03.2001                | A Visitor For Angelmouse | 19.01.2000           |
| 15    | Regentag                   | 19.03.2001                | Rainy Day                | 26.01.2000           |
| 16    | Verloren                   | 20.03.2001                | The Missing Message      | 02.02.2000           |
| 17    | Nicht schlafen!            | 21.03.2001                | Can’t Sleep Won’t Sleep  | 16.02.2000           |
| 18    | Die Feder                  | 22.03.2001                | Fly Away Feather         | 23.02.2000           |
| 19    | Wolken-Eis                 | 23.03.2001                | Ice Cream Clouds         | 01.03.2000           |
| 20    | Regenbogenfarbe            | 26.03.2001                | Rainbow Paint            | 08.03.2000           |
| 21    | In den Wolken              | 27.03.2001                | Head In The Clouds       | 15.03.2000           |
| 22    | Anhalten!                  | 28.03.2001                | Can’t Stop Duck          | 17.03.2000           |
| 23    | Der Wunschstern            | 29.03.2001                | The Wishing Star         | 22.03.2000           |
| 24    | Elefantös                  | 30.03.2001                | Bouncing Elliemum        | 24.03.2000           |
| 25    | Wetterengel                | 02.04.2001                | Weather Angels           | 29.03.2000           |
| 26    | Schlittschuhe              | 03.04.2001                | The Missing Skates       | 31.03.2000           |